# Campo Gallo
Campo Gallo è una città dell'Argentina, appartenente alla provincia di Santiago del Estero, capoluogo del Dipartimento di Alberdi, situata nella parte nordorientale della provincia, a 242 km dal capoluogo provinciale.
In passato si è chiamata Hipólito Yrigoyen in onore di un ex presidente dell'Argentina.